# Belinda Chemutai
Belinda Chemutai (* 30. April 2000 in Bukwo) ist eine ugandische Leichtathletin, die sich auf die Mittel- und Langstreckenlauf spezialisiert hat.

## Sportliche Laufbahn
Erste internationale Erfahrungen sammelte Belinda Chemutai im Jahr 2018, als sie bei den U20-Weltmeisterschaften in Tampere mit 4:35,51 min in der Vorrunde im 1500-Meter-Lauf ausschied. Bei den Straßenlauf-Weltmeisterschaften 2023 in Riga wurde sie nach 1:10:40 h 19. im Halbmarathon und im Jahr darauf lief sie bei den Crosslauf-Weltmeisterschaften 2024 in Belgrad nach 33:16 min auf Rang 19 im Einzelrennen ein. Im Juni belegte sie bei den Afrikameisterschaften in Douala in 4:12,89 min den achten Platz über 1500 Meter. Anschließend verpasste sie bei den Olympischen Sommerspielen in Paris mit 15:23,90 min den Finaleinzug im 5000-Meter-Lauf.
2023 wurde Chemutai ugandische Meisterin im 5000-Meter-Lauf.

## Persönliche Bestzeiten
- 1500 Meter: 4:12,89 min, 26. Juni 2024 in Douala
- 5000 Meter: 15:01,27 min, 25. Mai 2024 in Leiden
- 10-km-Straßenlauf: 31:20 min, 25. Februar 2024 in Castelló de la Plana
- Halbmarathon: 1:10:40 h, 1. Oktober 2023 in Riga